# Puščava
Puščava je vesnice v občině Lovrenc na Pohorju v severovýchodním Slovinsku. Vesnice leží poblíž pravého břehu řeky Drávy a protéká jí říčka Radoljna. Je též součástí tradičního regionu Dolní Štýrsko. Zdejší farní kostel je zasvěcený Panně Marii Pomocnici křesťanů. Je to poutní kostel postavený mezi lety 1668 a 1672 na místě bývalé kaple, z níž zbyla pouze část zvonice

## Fotogalerie

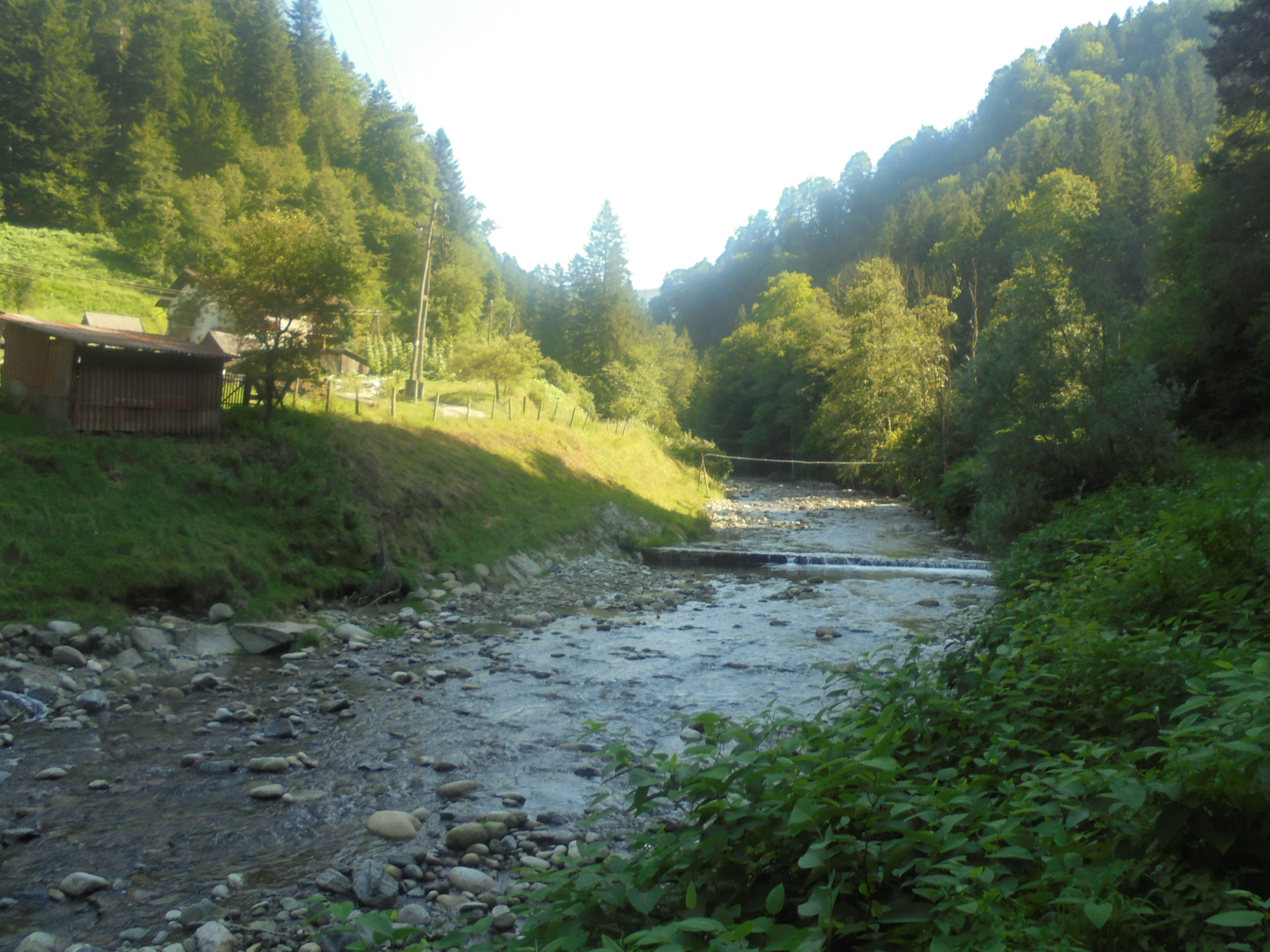
Radoljna kousek za vesnicí
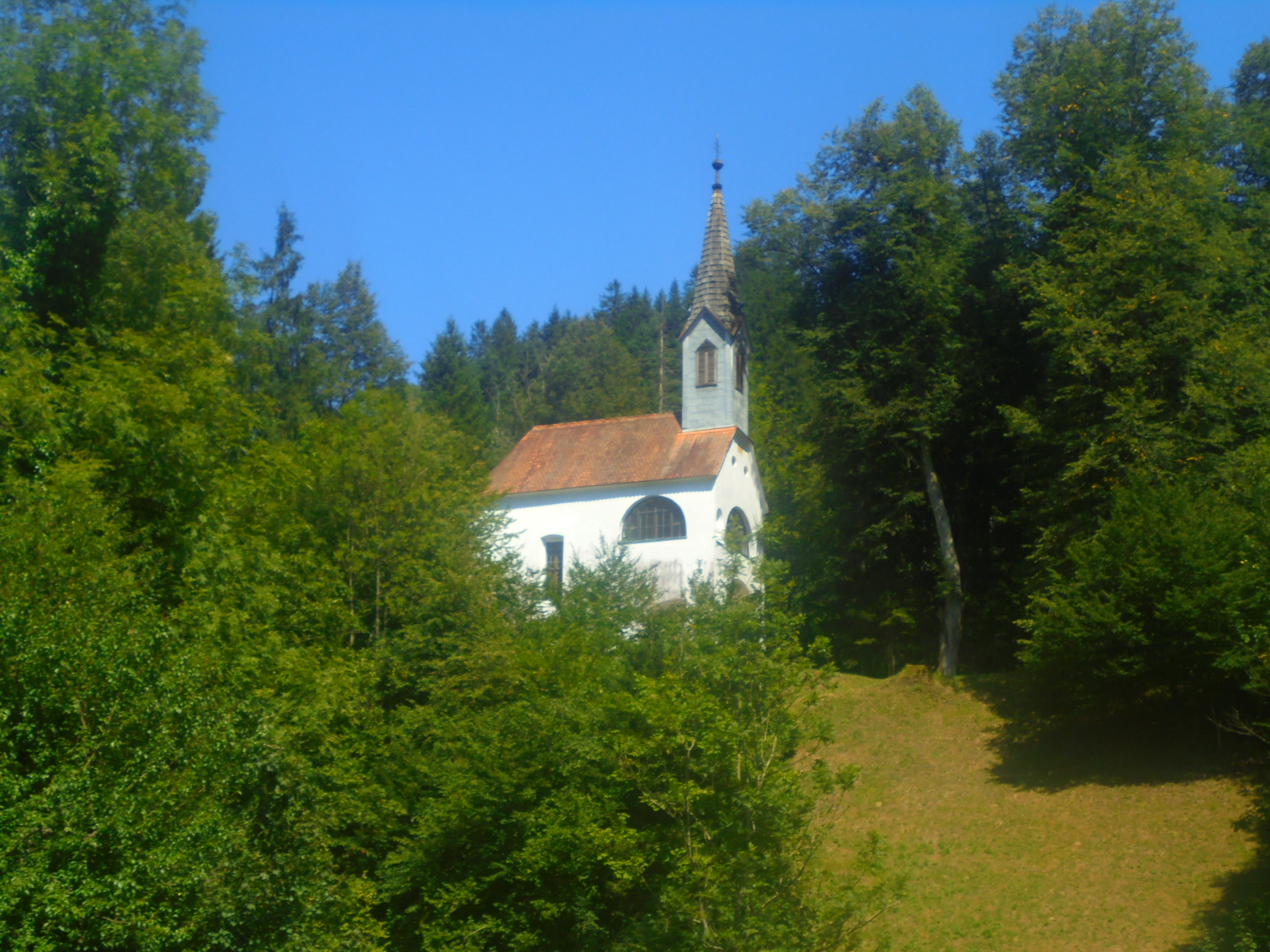
Kaple
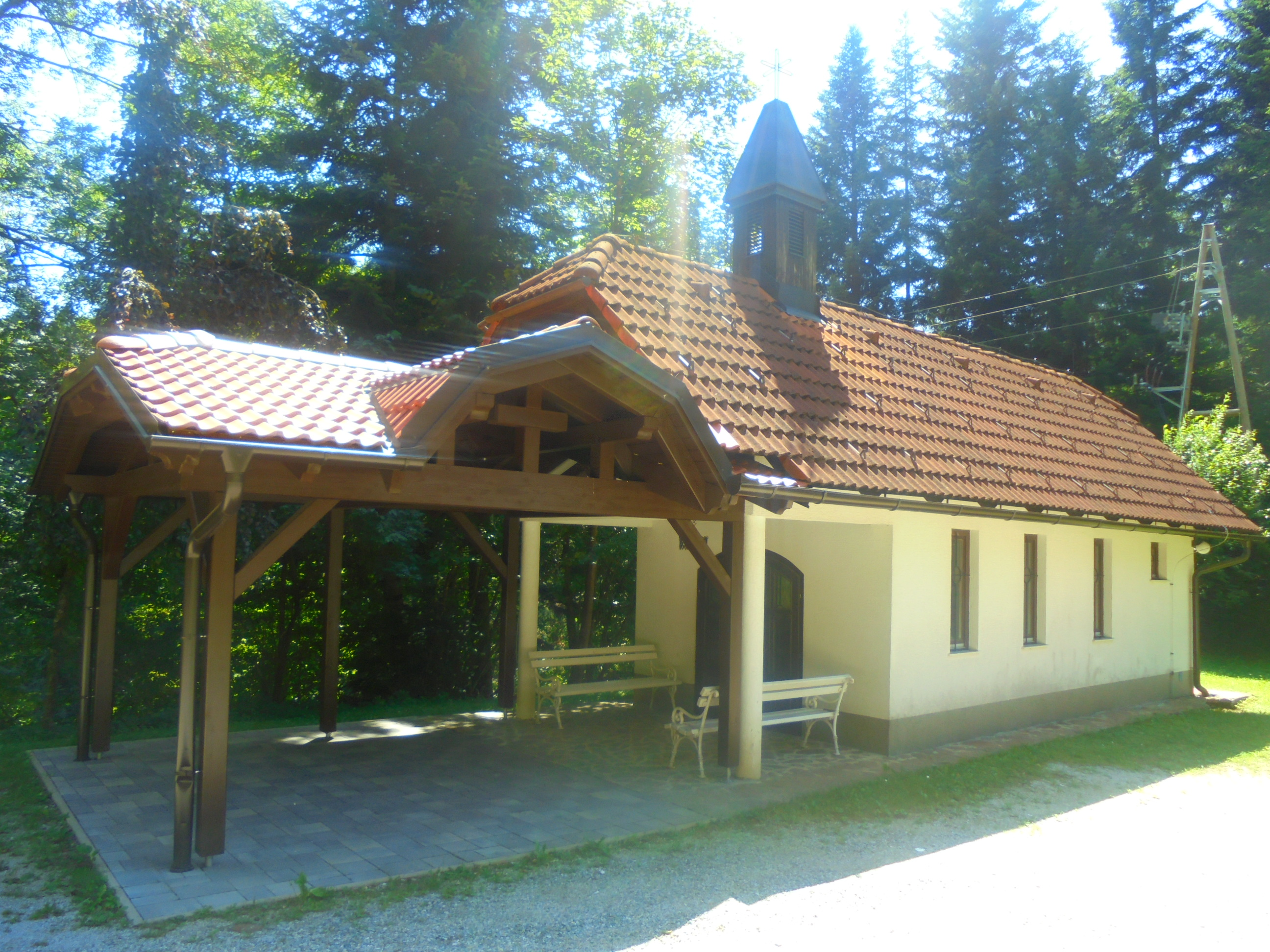
Pohřební ústav
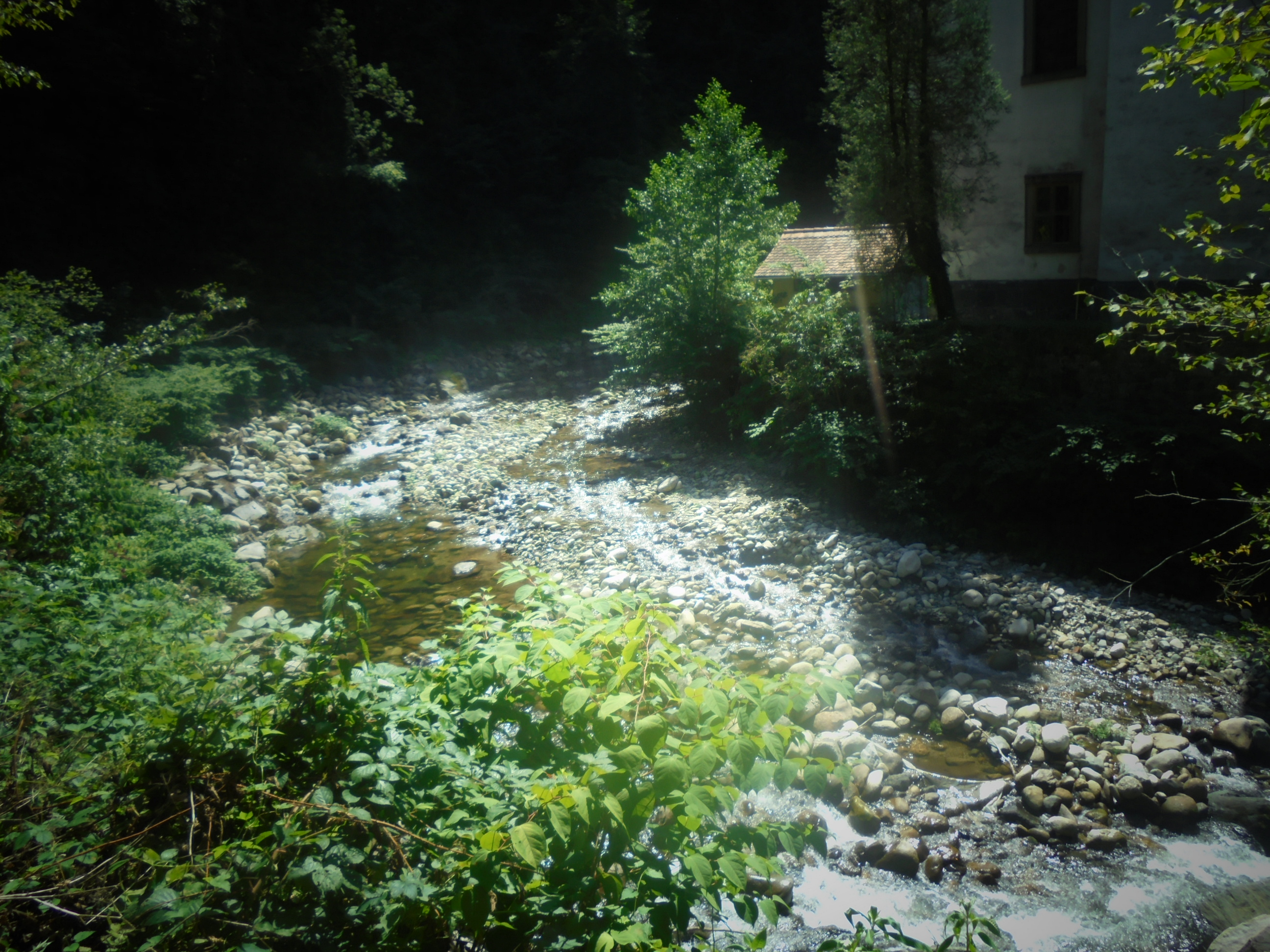
Říčka Radoljna pod kostelem